# TT369
La tombe thébaine TT 369 est située à El-Khokha, dans la nécropole thébaine, sur la rive ouest du Nil, face à Louxor en Égypte.
C'est la sépulture de Khâemouaset, frère de Ramsès Ier, grand prêtre de Ptah, troisième prêtre d'Amon à la XIXe dynastie.